# Andrew McDermott
Andrew McDermott (Newcastle upon Tyne, 26 gennaio 1966 – 3 agosto 2011) è stato un cantante britannico, ex frontman dei Threshold.

## Biografia
McDermott iniziò la carriera esibendosi nei club inglesi e tentando di creare una sua band, finché non si spostò in Germania per unirsi ai Sargant Fury nel 1991.
Nel 1992 compare come ospite nell'omonimo album di debutto dei Fair Warning in qualità di corista.
Dopo 3 album la band si sciolse e nel 1998 McDermott si unì ai Threshold sostituendo Damian Wilson.
Nel 2003 Wieland Hofmeister - un fan dei Threshold vicino di casa di McDermott - gli propose di unirsi al suo progetto Yargos. McDermott accettò e nel 2005 fu pubblicato un album.
Nel 2007, pochi giorni prima del "Live Reckoning" tour con i Threshold, lasciò inaspettatamente la band. Per il tour fu temporaneamente rimpiazzato dal ritorno di Damian Wilson.
Nel 2010 ha pubblicato l'album Human Parasite con i Powerworld di Ilker Ersin (ex-Freedom Call)
McDermott stava lavorando alla realizzazione di un album solista, ma il 3 agosto 2011 è morto di insufficienza renale dopo quattro giorni di coma.

## Discografia

### Sargant Fury
- 1991: Still Want More
- 1993: Little Fish
- 1995: Turn the Page

### Threshold
- 1998: Clone
- 1999: Decadent
- 2001: Hypothetical
- 2002:
  - Concert in Paris
  - Critical Mass
- 2003: Wireless: Acoustic Sessions
- 2004:
  - Critical Energy
  - Subsurface
  - Replica
- 2006: Surface to Stage
- 2007: Dead Reckoning

### Yargos
- 2005: To Be Or Not to Be

### Powerworld
- 2010: Human Parasite